# Oggetti non stellari nella costellazione del Camaleonte
Principali oggetti non stellari presenti nella costellazione del Camaleonte.

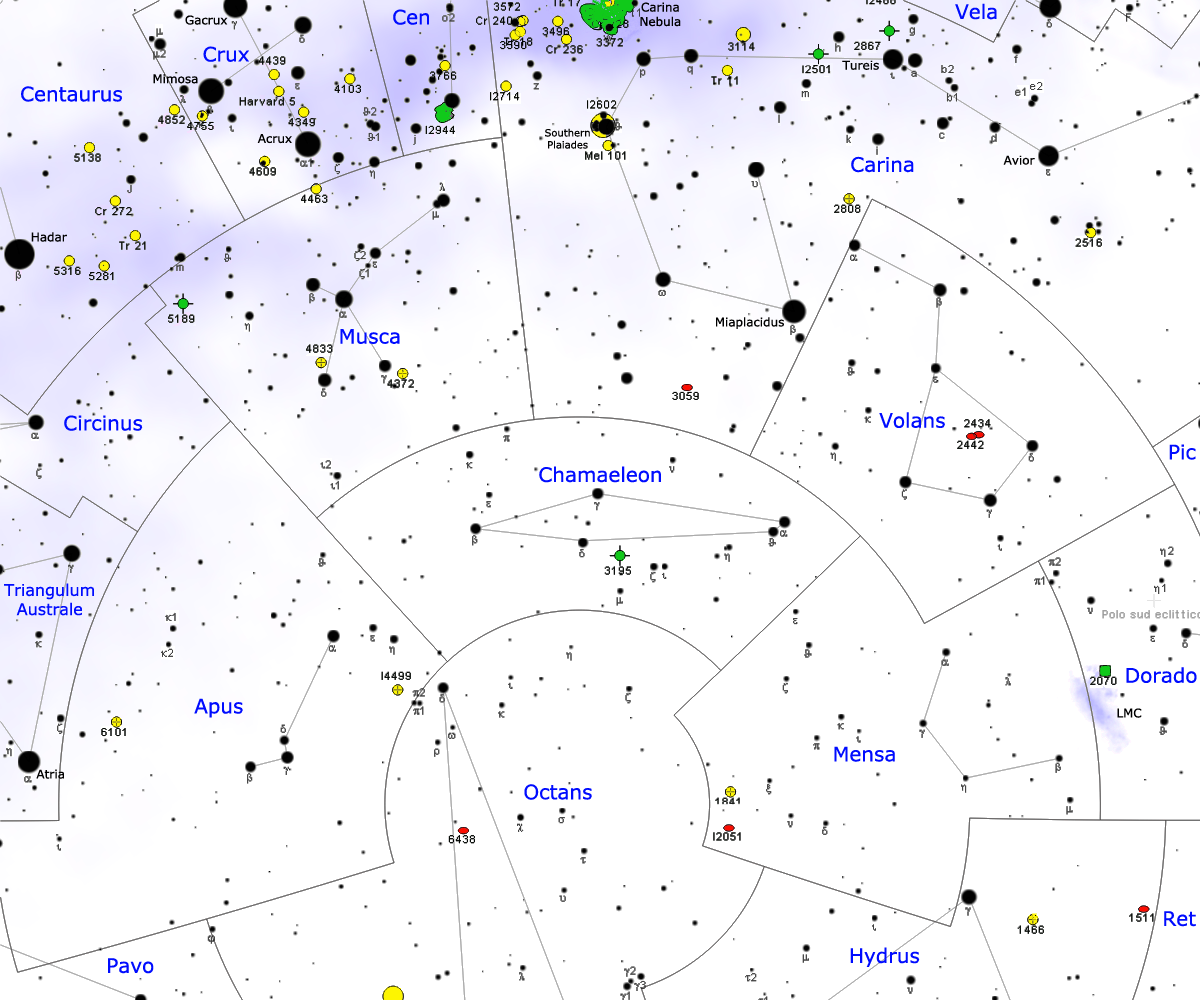
Mappa della costellazione del Camaleonte.

## Ammassi aperti
- Associazione di Eta Chamaeleontis

## Nebulose planetarie
- NGC 3195

## Nebulosa diffuse
- Ced 110
- Ced 111
- IC 2631
- Nube del Camaleonte